# Jikji

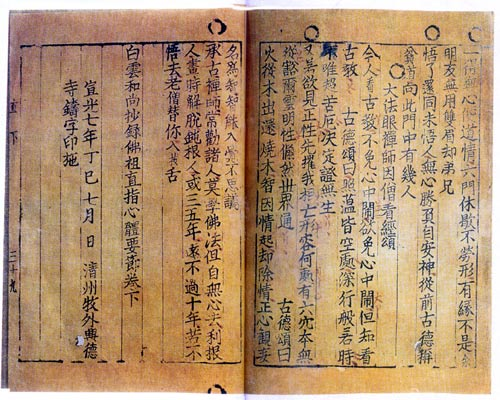
Erhaltenes Exemplar in der französischen Nationalbibliothek

Jikji (koreanisch 직지, chinesisch 直指) ist die in westlichen Ländern gebräuchliche Bezeichnung eines Buches, das von den Lehren des Zens großer buddhistischer Priester handelt und von dem buddhistischen Mönch Baegun 1372 während der Goryeo-Zeit (고려, 918–1392) verfasst wurde, einige Jahre vor der Veröffentlichung des Buches im Jahr 1377.

## Namen und Namensbedeutung
Das Buch besitzt eigentlich den Titel Baegun hwasang chorok buljo jikji simche yojeol (백운화상초록불조직지심체요절), was mit „Anthologie von den Lehren des Zen der großen buddhistischen Priester“ übersetzt werden kann. Andere für das Werk verwendete Namen sind Jikji simche yojeol (직지심체요절), Jikji simche (직지심체) oder Jikji simgyeong (직지심경).

## Das Werk
Das Buch ist vor allem dadurch bekannt, dass es 1377 mit beweglichen Lettern aus Metall im Tempel Heungdeok-sa (chinesisch 興德寺) in Cheongju (청주) gedruckt wurde, fast acht Jahrzehnte vor dem Druck der Gutenberg-Bibel. Von einer ursprünglich zweibändigen Ausgabe sind heute noch 39 beidseitig bedruckte Seiten erhalten. Diese werden in der orientalischen Abteilung der Bibliothèque nationale de France aufbewahrt. Das Jikji ist somit das älteste erhaltene Druckwerk, das mit austauschbaren metallischen Lettern gedruckt wurde.
Das Werk wurde 1372 von dem buddhistischen Geistlichen Baegun (백운, Hanja 白雲, 1289/1299–1374) verfasst, der auch unter dem Namen Baegunhwasang (白雲和尙) zu finden ist, aber eigentlich Gyeong Han (景閑) genannt wurde.

## Ausstellung
Eine koreanisch-deutsche Ausstellung zeigte das Jikji 2003 in Göttingen gemeinsam mit der 42-zeiligen Göttinger Gutenberg-Bibel, die beide 2001 in das Weltdokumentenerbe aufgenommen wurden. Eine Replik wurde 2005 auf der Frankfurter Buchmesse ausgestellt.

## Deutsche Übersetzung
- Hyuk-Sook Kim: JIKJI. Angkor Verlag, Frankfurt 2010, ISBN 978-3-936018-97-4 (deutsche Übersetzung).